# Brandstofpil
Een brandstofpil is een additief aan brandstof met de functie om de prestaties van het voertuig te verhogen, de schadelijke uitstoot te beperken en het brandstofverbruik te verlagen. Brandstofpillen worden aangeboden door verschillende fabrikanten. Het positief effect van gebruik is niet wetenschappelijk aangetoond.